# Fotogrammi d'argento al miglior interprete cinematografico straniero
I Fotogrammi d'argento al miglior interprete cinematografico straniero (Fotogramas de Plata al mejor intérprete de cine extranjero) è stato un premio annuale assegnato dalla rivista spagnola Fotogramas dal 1960 al 1982.

## Albo d'oro

### Anni 1960
- 1960: Charlton Heston - I dieci comandamenti (The Ten Commandments)  ·   Stati Uniti
- 1961: Jeanne Moreau - I dialoghi delle carmelitane (Les dialogues des Carmélites)  ·   Francia
- 1962: Max von Sydow - Il settimo sigillo (Det sjunde inseglet)  ·   Svezia
- 1963: Spencer Tracy - Vincitori e vinti (Judgment at Nuremberg)  ·   Stati Uniti
- 1964: Jack Lemmon - I giorni del vino e delle rose (Days of Wine and Roses)  ·   Stati Uniti
- 1965: Richard Burton - Becket e il suo re (Becket)  ·   Galles
- 1966: Jerry Lewis - I 7 magnifici Jerry  ·  (The Family Jewels)  Stati Uniti
- 1967: Anouk Aimée - Un uomo, una donna (Un homme et une femme) ·   Francia
- 1968: Toshirō Mifune - Barbarossa (Akahige)  ·   Giappone
- 1969: Sidney Poitier - Indovina chi viene a cena? (Guess Who's Coming to Dinner)  ·   Stati Uniti

### Anni 1970
- 1970: Mia Farrow - Rosemary's Baby - Nastro rosso a New York (Rosemary's Baby)  ·   Stati Uniti
- 1971: Lee Marvin - La ballata della città senza nome (Paint Your Wagon)  ·   Stati Uniti
- 1972: Marlon Brando - Queimada  ·   Stati Uniti
- 1973: Jane Fonda - Una squillo per l'ispettore Klute (Klute)  ·   Stati Uniti
- 1974: Woody Allen - Provaci ancora, Sam (Play It Again, Sam)  ·   Stati Uniti
- 1975: Jack Nicholson - Chinatown  ·   Stati Uniti
- 1976: Burt Lancaster - Gruppo di famiglia in un interno  ·   Stati Uniti
- 1977: Marilina Ross - La Raulito  ·   Argentina
- 1978: Robert De Niro - Taxi Driver  ·   Stati Uniti
- 1979: Diane Keaton - Interiors  ·   Stati Uniti

### Anni 1980
- 1980: Martin Sheen - Apocalypse Now  ·   Stati Uniti
- 1981: Peter Sellers - Oltre il giardino (Being There)  ·   Regno Unito
- 1982: Burt Lancaster - Atlantic City, U.S.A. (Atlantic City)  ·   Stati Uniti